# Oberstes Nationales Tribunal Polens

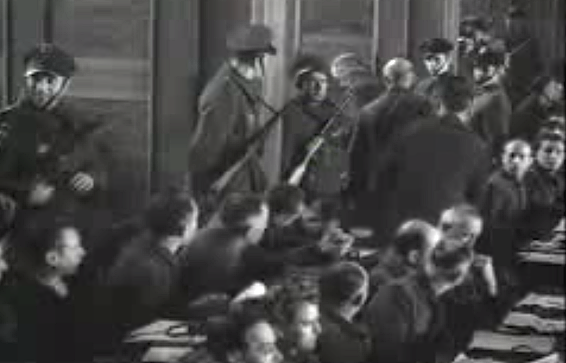
Angeklagte vor dem Tribunal, Auschwitzprozess, Krakau, 1947

Das Oberste Nationale Tribunal Polens (polnisch: Najwyższy Trybunał Narodowy, NTN) war ein Kriegsverbrechertribunal, das von 1946 bis 1948 bestand. Es sollte über die Hauptverantwortlichen für vom Dritten Reich auf polnischem Gebiet begangene Verbrechen Recht sprechen. Vor ihm wurden sieben Verfahren mit insgesamt 49 Angeklagten durchgeführt.

## Gründung
Mit Dekret vom 22. Januar 1946 wurde das Gericht ins Leben gerufen. Urteile des NTN waren hierarchisch dem des Obersten Gerichtshofes gleichgestellt und konnten nicht angefochten werden, wobei das Begnadigungsrecht des polnischen Präsidenten auch für diese Urteile galt.
Das NTN erhielt zwei Aufgaben:
1. Aburteilung von nach Polen ausgelieferten Kriegsverbrechern
2. Aburteilung der Verantwortlichen der „September-Katastrophe“ (zielte auf als antikommunistisch geltende Personen, die angeblich die polnische Niederlage im September 1939 mitverursacht hatten; das NTN führte dann aber keinen einzigen Prozess zu diesem Komplex.)[1]

## Prozesse
Im Gegensatz zu den zahlreichen politischen Verfahren unter der kommunistischen Vorherrschaft wurden die Verfahren nach herkömmlichen legalen und moralischen Standards vergleichbar mit westlichen Verfahren dieser Periode durchgeführt und setzten die Verfolgung von Kriegsverbrechen um, wie sie in der Moskauer Deklaration beschlossen worden waren. Es zeigte sich schnell, dass das Gericht mit der Vielzahl an Strafverfahren überfordert wäre. Deshalb wurde der erste Staatsanwalt am NTN per Dekret vom 17. Oktober 1946 ermächtigt, Verfahren an Bezirksstaatsanwälte abzugeben. Das NTN führte deshalb nur sieben Prozesse gegen Hauptkriegsverbrecher. Alle anderen Verfahren wurden Bezirksgerichten zugewiesen. Das Gericht bestand aus 3 Richtern und jeweils 4 Geschworenen und verhandelte an unterschiedlichen Orten:
| Angeklagte                                                                     | Funktion                                                                        | Prozessort | Prozessbeginn     | Prozessende       | Strafmaß                                               |
| ------------------------------------------------------------------------------ | ------------------------------------------------------------------------------- | ---------- | ----------------- | ----------------- | ------------------------------------------------------ |
| Arthur Greiser                                                                 | Reichsstatthalter und Gauleiter Wartheland 1939–45                              | Posen      | 21. Juni 1946     | 7. Juli 1946      | Todesurteil                                            |
| Amon Göth                                                                      | Kommandant des KZ Plaszow 1943–44                                               | Krakau     | 27. August 1946   | 5. September 1946 | Todesurteil                                            |
| Ludwig Fischer, Ludwig Leist, Josef Meisinger, Max Daume                       | hochrangige NS-Funktionäre in Warschau                                          | Warschau   | 17. Dezember 1946 | 24. Februar 1947  | drei Todesurteile, Leist acht Jahre Haft               |
| Rudolf Höß                                                                     | Kommandant KZ Auschwitz 1940–43                                                 | Warschau   | 11. März 1947     | 29. März 1947     | Todesurteil                                            |
| Arthur Liebehenschel und 39 weitere Angeklagte des Krakauer Auschwitzprozesses | Kommandant und Angehörige der Lager-SS des KZ Auschwitz-Birkenau                | Krakau     | 24. November 1947 | 16. Dezember 1947 | 23 Todesurteile, 17 Haftstrafen, Hans Münch Freispruch |
| Albert Forster                                                                 | Reichsstatthalter 1939–45 und Gauleiter 1930–45 Danzig-Westpreußen              | Danzig     | 5. April 1948     | 29. April 1948    | Todesurteil                                            |
| Josef Bühler                                                                   | Staatssekretär und Stellvertreter des Generalgouverneurs im Generalgouvernement | Krakau     | 17. Juni 1948     | 5. Juli 1948      | Todesurteil                                            |

Das Gericht fällte im Prozess gegen Arthur Greiser noch vor dem Nürnberger Prozess gegen die Hauptkriegsverbrecher das erste Urteil wegen Genozid und Verbrechen gegen den Frieden, blieb aber bei der Entwicklung des Völkerstrafrechts wenig beachtet.